# Alias-efekt
Alias-efekt (od lat. alias - netko drugi, netko sljedeći, drugačiji) ili preklapanje spektra je posljedica nedovoljne učestalosti uzorkovanja nekog analognog signala, a očituje se kao pojava lažnog nisko-frekventnog signala. 

## Opis
S alias-efektom se možemo susresti i u svakodnevnom životu; primjerice pri gledanju starih «western» filmova možemo uočiti prividno kretanje zavora kotača kočija u suprotnom smjeru od prirodnog smjera okretanja, ili istu stvar uočavamo pri prijenosu nekih auto-moto trka. Ovaj efekt nastaje zbog toga što je frame-rate kamere nedovoljan za praćenje kutne brzine kotača. Kada vozilo usporava, kotači prividno promijene smjer obrtanja, ubrzaju, uspore i ostanu stajati na mjestu dok kamera ponovno ne uhvati prirodno okretanje kotača. Strogo govoreći ovo se zove vremenski (temporalni) alias-efekt. Prostorni alias-efekt je, primjerice, pojava nazubljenih linija koja se javlja prilikom smanjenja razlučivosti digitalne slike sa sitnim pravilnim uzorkom (poput karirane košulje ili mornarske majice). Ovaj efekt se može izbjeći koristeći prikladne filtre (niskopropusne) prije smanjenja razlučivosti slike.

## Alias-efekt u računalnoj grafici
Dok alias efekt predstavlja preslikavanje spektra, gdje se signal više frekvencije preslikava u signal niže frekvencije (čime postaju alias jedna drugoga) ovu pojavu trebamo razlikovati od interferencije koja se može javiti ako se na toj frekvenciji već nalazi signal. Pojava interferencije naziva se moarškim efektom.

Većina signala u zbilji jest kontinuirana, dok današnja digitalna računala raspolažu isključivo s konačnim diskretnim vrijednostima. To znači ako se neki signal želi obrađivati na računalu on mora biti uzorkovan, odnosno vrijednosti signala se pohranjuju u diskretnim vremenskim ili prostornim točkama. U većini slučajeva ovaj proces se odvija zadovoljavajuće, no postoje signali koji se ne mogu točno predstaviti računalom.
Prikazivanje kontinuirane slike (ili bilo kojeg signala u tom pogledu) sastoji se od dva koraka: uzorkovanje slike (dvodimenzinalan niz uzorkovanih točaka) i rekonstrukcija uzorkovanih vrijednosti za njihovo prikazivanje na zaslonu. U praksi se problemi mogu javiti u oba koraka bilo da slika koja se uzorkuje potječe iz izvora izvan računala, ili iz nekog algoritma za iscrtavanje.
Najjednostavniji postupak uzorkovanja jest točkasto uzorkovanje. To znači da se vrijednosti slike određuju na mjestu točke u kontinuiranoj slici, odnosno na mjestu piknjice u digitalnoj slici. Međutim, ova metoda će često podbaciti u bilježenju sitnih detalja koji upadaju između pojedinih točaka uzorkovanja. Točkasto uzorkovanje se može poboljšati uzimanjem više uzoraka (piknjica) kod digitalnih slika, odnosno većim intervalom uzorkovanja (a ne samo jedne točke) kod kontinuiranih slika, gdje se konačna vrijednost uzorka računa kao npr. težinska suma piknjica ili srednja vrijednost intervala. Naravno i ova metoda ima i svoje nedostatke: Prvo, zahtjeva više izračunavanja i postavlja mnogo veće memorijske zahtjeve na sustav. Drugo, računalna grafika nerijetko sadrži beskonačno visoke frekvencije koje se ne mogu točno reproducirati bez obzira na gustoću uzorkovanja. Primjeri beskonačno visokih frekvencija bili bi oštri rubovi (nagle promjene u intenzitetu ekvivalentne su beskonačnim frekvencijama), vrhovi mnogokuta ili beskonačna šahovska ploča promatrana iz kuta.
Bez obzira koliko gusto uzorkovali signal uvijek ćemo previdjeti informaciju sadržanu između točaka uzorkovanja. Dakle, povećanjem razlučivosti ne možemo jamčiti potpuno uklanjanje alias-efekta.

### Teorija uzorkovanja
Signale osim u vremenskoj, odnosno prostornoj domeni poput piknjica na ekranu, možemo promatrati i u frekvencijskom području. Fourierov teorem kaže da se svaki periodični signal može prikazati kao beskonačna suma (red) sinusnih valova različitih frekvencija (osnovna frekvencija signala i njeni višekratnici), amplituda i faza. Također, i neperiodični signali (poput slika) mogu se promatrati na ovaj način ako ih cijele uzmemo kao jedan period periodičnog signala. Postupak prebacivanja signala iz vremenskog u frekvencijsko područje, i obrnuto, naziva se Fourierova i inverzna Fourierova transformacija. 
Nyquistov teorem uzorkovanja kaže da je za uspješno rekonstruiranje signala potrebno uzorkovanje barem dvostruko veće frekvencije od najviše frekvencije toga signala. Ova se minimalna frekvencija uzorkovanja naziva Nyquistovom. Primjerice zapis Audio CD-ova uzorkovan je na 44 KHz da bi mogao obuhvatiti mehaničke valove frekvencije do 22 KHz koji predstavljaju gornju granicu ljudskog sluha. Promatranjem signala u frekvencijskom području lako se vidi, da pravokutni impuls u vremenskom području sadrži komponente beskonačnih frekvencija u svom frekvencijskom području. Primjerice, uzorkovanjem bijelog mnogokuta na crnoj pozadini, stvara se slična pravokutna funkcija za svaku liniju koja siječe poligon - ako je gustoća uzorkovanja dovoljna da uhvati detalje poligona. Frekvencija uzorkovanja morala bi biti beskonačna ako bi se željelo točno zapisati granice poligona, što naravno nije realno ostvarivo.
Da bi smo uspješno uzorkovali i rekonstruirali neki analogni kontinuirani signal, njegove najviše frekvencije ne smiju prelaziti Nyquistovu, ili se te frekvencije moraju ukloniti korištenjem niskopropusnof filtra. Idealni niskopropusni filtar (Pravokutnik – za |f|<fg f = 1, inače 0) uklanja sve frekvencije iznad granične frekvencije (fg) bez ikakvog utjecaja na propuštene.
Da bi smo izvršili nisko-pojasno filtriranje sliku iz prostorne domene moramo prebaciti u frekvencijsku. Srećom, množenje signala s pravokutnim nisko-pojasnim filtrom u frekvencijskoj domeni jednako je konvoluciji signala s inverznom Fourierovom transformacijom pravokutnog filtra u prostornoj domeni. Konvolucija je fundamentalna operacija u obradbi signala i teoriji informacije.
Za izbjegavanje pojavljivanja alias-efekta bitno je ispravno odabrati filtar. Inverzna Fourierova transformacija pravokutnog impulsa jeste funkcija sinc, definirana kao sin(x)/x. Nažalost ova funkcija nije frekvencijski ograničena. Iako funkcija asimptotski teži nuli, ako primijenimo niskopropusni filtar dolazi do  Gibbsovog fenomena, odnosno zvonjave na rubovima pravokutnog signala u originalnoj (prostornoj) domeni. S povećanjem granične frekvencije, ovaj efekt je manje vidljiv, ali amplituda poremećaja ostaje jednaka.
Završna faza u ovom procesu jest rekonstrukcija, što znači obnavljanje izvornog signala iz uzorkovanog diskretnog oblika. U praksi se rekonstrukcijska faza objedinjuje s niskopropusnim filtriranjem, stoga što je konačni signal digitalan i samo je potrebno da bude definiran u diskretnim točkama prostora (prikaznim elementima na zaslonu).
Pred-filtriranje se odnosi na uklanjanje frekvencija iz slike koje nadilaze Nyquistovu, prije obavljanja uzorkovanja. U osnovi, ovo znači primjenu niskopropusnog filtra na sliku i nakon toga uzorkovanje. U praksi, ovo znači izračunavanje interval doprinosa za pojedinu piknjicu. Ovo je jedina metoda koja u potpunosti uklanja alias-efekt. Pred-filtriranje se mora obaviti prije uzorkovanja, i često je nije jednostavno dodati algoritmu za iscrtavanje.
Metode post-filtriranja razmatraju prekrivenost piknice samo u diskretnim točkama, umjesto izračunavanja točne površine. Ovo dovodi do metoda koje je lakše izvesti hardverski, a i dovoljno su brze za iscrtavanje u stvarnom vremenu. No, zbog njihove diskretne naravi, one nikada u potpunosti ne mogu ukloniti alias-efekt. Sve što one mogu jest pomaknuti prag alias-efekta više u frekvenciji povećavajući gustoću točaka (dodavanjem podpiknjica), i po mogućnosti zamijeniti vidljivi alias-efekt za šum (pseudoslučajnim uzorkovanjem podpiknjica) ili zamućenjem (više podpiknjica u jednu vrijednost).

### Višestruko uzorkovanje
Tehnologije supersamplinga i multisamplinga svoju primjenu nalaze u iscrtavanju u stvarnom vremenu u grafičkom hardveru, poput onog Nvidia-e i ATI-ja. Riječ je o najjednostavnijim metodama za smanjenje alias-efekta, čija je međusobna razlika često nejasna, a za neke bi se implementacije moglo reći da potpadaju pod obje kategorije. Međutim, obje metode pripadaju postfiltriranju, s obzirom na to da se filtriranje obavlja nakon iscrtavanja.
Ukratko u naduzorkovanju slika se prvo iscrtava u većoj razlučivosti, a zatim smanjuje u željenu veličinu. U višestrukom uzorkovanju, svaka piknjica je uzorkovana iz podpiknjica.
U naduzorkovanju proces općenito izgleda ovako:
1. Stvori virtualnu sliku više razlučivosti nego one konačne
2. Primjeni nisko-propusni filter
3. Obnovi filtriranu sliku